# Arbetsmarknadsekonomiska rådet
Arbetsmarknadsekonomiska rådet (AER) var ett expertråd med uppdrag att utveckla den svenska arbetsmarknaden.
Arbetsmarknadsekonomiska rådet instiftades i april 2015 med Finanspolitiska rådet som förebild. Rådets ordförande var professor Lars Calmfors. Rådet hade till uppgift att analysera lönebildningen, den aktiva arbetsmarknadspolitiken och arbetsrätten. Med start i början av 2016 ska rådet publicera en årlig rapport. Rådet instiftades av Svenskt Näringsliv, men arbetade oberoende.
Rådet verkade mellan den 1 april 2015 och den 31 mars 2018, för att sedan avvecklas.